# AEGON Classic 2010
L'AEGON Classic 2010  è stato un torneo di tennis che si è giocato sull'erba. È stata la 29ª edizione dell'AEGON Classic, che fa parte della categoria International nell'ambito del WTA Tour 2010. Si è giocato all'Edgbaston Priory Club di Birmingham in Inghilterra dal 7 al 13 giugno 2010.

## Partecipanti

### Teste di serie
| Giocatrice           | Nazionalità | Ranking* | Testa di serie |
| -------------------- | ----------- | -------- | -------------- |
| Li Na                | Cina        | 12       | 1              |
| Marija Šarapova      | Russia      | 13       | 2              |
| Yanina Wickmayer     | Belgio      | 16       | 3              |
| Aravane Rezaï        | Francia     | 19       | 4              |
| Sara Errani          | Italia      | 33       | 5              |
| Jaroslava Švedova    | Kazakistan  | 36       | 6              |
| Ol'ga Govorcova      | Bielorussia | 38       | 7              |
| Andrea Petković      | Germania    | 41       | 8              |
| Aleksandra Wozniak   | Canada      | 48       | 9              |
| Magdaléna Rybáriková | Slovacchia  | 51       | 10             |
| Melinda Czink        | Ungheria    | 58       | 11             |
| Elena Baltacha       | Regno Unito | 62       | 12             |
| Angelique Kerber     | Germania    | 64       | 13             |
| Tamarine Tanasugarn  | Thailandia  | 66       | 14             |
| Kristina Barrois     | Germania    | 61       | 15             |
| Vania King           | Stati Uniti | 69       | 16             |

- Ranking al 24 maggio 2010.

### Altri partecipanti
Giocatrici che hanno ricevuto una Wild card:
- Naomi Broady
- Anne Keothavong
- Melanie South
- Heather Watson

Giocatrici passati dalle qualificazioni:
- Misaki Doi
- Kacjaryna Dzehalevič
- Kaia Kanepi
- Sesil Karatančeva
- Michaëlla Krajicek
- Mirjana Lučić
- Alison Riske
- Laura Robson
- Sophie Ferguson (Lucky loser)

## Campionesse

### Singolare
Li Na ha battuto in finale  Marija Šarapova  7–5, 6–1
- È stato il 1º titolo dell'anno per Li Na, il 3° della carriera.

### Doppio
Cara Black /  Lisa Raymond hanno battuto in finale  Liezel Huber /  Bethanie Mattek-Sands che si sono ritirate sul 6-3, 3-2